# Gran Premio della Malesia 2006
Il Gran Premio di Malesia 2006 è stata la seconda prova della stagione 2006 del campionato mondiale di Formula 1. La gara si è tenuta domenica 19 marzo sul circuito di Sepang, nelle vicinanze della capitale malese Kuala Lumpur, ed è stata vinta dall'italiano Giancarlo Fisichella su Renault, al terzo e ultimo successo in carriera; Fisichella ha preceduto all'arrivo il suo compagno di squadra, lo spagnolo Fernando Alonso, e il britannico Jenson Button su Honda.
È finora l'ultimo Gran Premio di Formula 1 vinto da un pilota italiano.

## Prove

### Risultati
Nella prima sessione del venerdì si è avuta questa situazione:
| Pos | Nº | Pilota           | Costruttore       | Tempo    | Gap    | Giri |
| --- | -- | ---------------- | ----------------- | -------- | ------ | ---- |
| 1   | 35 | Alexander Wurz   | Williams-Cosworth | 1'34"946 |        | 19   |
| 2   | 38 | Robert Kubica    | BMW Sauber        | 1'35"733 | +0"787 | 22   |
| 3   | 36 | Anthony Davidson | Honda             | 1'35"997 | +1"051 | 25   |

Nella seconda sessione del venerdì si è avuta questa situazione:
| Pos | Nº | Pilota           | Costruttore       | Tempo    | Gap    | Giri |
| --- | -- | ---------------- | ----------------- | -------- | ------ | ---- |
| 1   | 36 | Anthony Davidson | Honda             | 1'35"041 |        | 14   |
| 2   | 35 | Alexander Wurz   | Williams-Cosworth | 1'35"388 | +0"347 | 30   |
| 3   | 1  | Fernando Alonso  | Renault           | 1'35"806 | +0"765 | 14   |

Nella sessione del sabato mattina si è avuta questa situazione:
| Pos | Nº | Pilota               | Costruttore | Tempo    | Gap    | Giri |
| --- | -- | -------------------- | ----------- | -------- | ------ | ---- |
| 1   | 5  | Michael Schumacher   | Ferrari     | 1'34"126 |        | 16   |
| 2   | 1  | Fernando Alonso      | Renault     | 1'34"180 | +0"054 | 13   |
| 3   | 2  | Giancarlo Fisichella | Renault     | 1'34"585 | +0"459 | 13   |

## Qualifiche

### Resoconto
Nella Q1 escono fuori le due Toro Rosso, le due Midland e le due Super Aguri.
Nella Q2 esce Felipe Massa perché non aveva fatto nessun tempo, è viene anche penalizzato per aver sostituito due motori, così parte ventunesimo. Anche Barrichello e Coulthard vengono penalizzati per aver sostituito il motore.
Nella Q3 prende la pole position Fisichella, seguito da Button e incredibilmente da Rosberg. Ralf Schumacher parte in fondo allo schieramento per aver sostituito il motore dopo le qualifiche.

### Risultati
Nella sessione di qualifica si è avuta questa situazione:
| Pos | Nº | Pilota               | Costruttore       | Q1       | Q2          | Q3          | Griglia |
| --- | -- | -------------------- | ----------------- | -------- | ----------- | ----------- | ------- |
| 1   | 2  | Giancarlo Fisichella | Renault           | 1'35"488 | 1'33"623    | 1'33"840    | 1       |
| 2   | 12 | Jenson Button        | Honda             | 1'35"023 | 1'33"527    | 1'33"986    | 2       |
| 3   | 10 | Nico Rosberg         | Williams-Cosworth | 1'35"105 | 1'34"563    | 1'34"626    | 3       |
| 4   | 5  | Michael Schumacher   | Ferrari           | 1'35"810 | 1'34"574    | 1'34"668    | 14      |
| 5   | 9  | Mark Webber          | Williams-Cosworth | 1'35"252 | 1'34"279    | 1'34"672    | 4       |
| 6   | 4  | Juan Pablo Montoya   | McLaren-Mercedes  | 1'34"536 | 1'34"568    | 1'34"916    | 5       |
| 7   | 3  | Kimi Räikkönen       | McLaren-Mercedes  | 1'34"667 | 1'34"351    | 1'34"983    | 6       |
| 8   | 1  | Fernando Alonso      | Renault           | 1'35"514 | 1'33"997    | 1'35"747    | 7       |
| 9   | 15 | Christian Klien      | RBR-Ferrari       | 1'35"171 | 1'34"537    | 1'38"715    | 8       |
| 10  | 7  | Ralf Schumacher      | Toyota            | 1'35"214 | 1'34"586    | senza tempo | 22      |
| 11  | 14 | David Coulthard      | RBR-Ferrari       | 1'34"839 | 1'34"614    | N.D.        | 19      |
| 12  | 11 | Rubens Barrichello   | Honda             | 1'35"526 | 1'34"683    | N.D.        | 20      |
| 13  | 8  | Jarno Trulli         | Toyota            | 1'35"517 | 1'34"702    | N.D.        | 9       |
| 14  | 17 | Jacques Villeneuve   | BMW Sauber        | 1'35"391 | 1'34"752    | N.D.        | 10      |
| 15  | 16 | Nick Heidfeld        | BMW Sauber        | 1'35"588 | 1'34"783    | N.D.        | 11      |
| 16  | 6  | Felipe Massa         | Ferrari           | 1'35"091 | senza tempo | N.D.        | 21      |
| 17  | 21 | Scott Speed          | STR-Cosworth      | 1'36"297 | N.D.        | N.D.        | 12      |
| 18  | 20 | Vitantonio Liuzzi    | STR-Cosworth      | 1'36"581 | N.D.        | N.D.        | 13      |
| 19  | 19 | Christijan Albers    | MF1-Toyota        | 1'37"426 | N.D.        | N.D.        | 15      |
| 20  | 18 | Tiago Monteiro       | MF1-Toyota        | 1'37"819 | N.D.        | N.D.        | 16      |
| 21  | 22 | Takuma Satō          | Super Aguri-Honda | 1'39"011 | N.D.        | N.D.        | 17      |
| 22  | 23 | Yuji Ide             | Super Aguri-Honda | 1'40"720 | N.D.        | N.D.        | 18      |

In grassetto sono indicate le migliori prestazioni in Q1, Q2 e Q3.

## Gara
Fisichella parte bene dalla pole seguito a ruota da Button, le due Williams di Rosberg e Webber hanno un contatto nei primi giri che permette ad Alonso di passare in terza posizione, nel corso del primo giro Räikkönen è poi costretto al ritiro per il cedimento della sua sospensione anche a causa di un'interferenza con Klien.
Nel corso del sesto giro Heidfeld ingaggia una battaglia con Rosberg per il sesto posto con il figlio d'arte che si ritira per un guasto al motore, il suo ritiro consente a Villeneuve di entrare nell'ultimo posto valido per i punti e a Schumacher e Coulthard (penalizzati in qualifica per cambio di componenti del motore) l'ingresso in top ten.
Nel giro 15 è poi il turno di Webber, tra i primi a fermarsi ai pit-stop assieme a Ralf Schumacher,che si ritira a causa dell'idraulica della sua vettura, pochi giri dopo Fisichella si ferma per la sua prima sosta lasciando a Button la leadership della gara che poco dopo il britannico lascia ad Alonso per effettuare la propria sosta. Lo spagnolo allunga il suo stint fermandosi 10 giri dopo l'italiano, terminata la sosta si ritrova dietro al duo di testa e a Montoya che si fermerà poco dopo. Successivamente si fermano anche Schumacher, Massa e Barrichello con i due brasiliani che provano la sosta unica sebbene per Barrichello questa viene vanificata da una penalità di 10 secondi per eccesso di velocità ai box.
Fisichella rientra poi per la seconda sosta seguito da Button con i due rispettivamente secondo e quarto intervallati dal leader Alonso e Montoya, l'asturiano grazie ad uno stint molto intenso, nel quale mette a segno anche il giro più veloce, riesce a fermarsi e poi passare Button per il secondo posto. Schumacher, terminata la seconda sosta, ingaggia un duello col compagno di squadra Massa per gli ultimi 10 giri del GP. Ad otto giri dalla fine Heidfeld, che era in quinta posizione subisce un guasto al motore che lo obbliga al ritiro forzato.
Questa sarà poi l'ultima emozione della gara, con Fisichella che vince per la terza, e ultima, volta in carriera seguito da Alonso che regala la prima doppietta al team Renault al suo rientro in F1 e la seconda totale preceduta da quella al Gran Premio di Francia 1982. Button terzo regala il primo podio alla Honda dal rientro e il primo dal Gran Premio degli Stati Uniti d'America 1968. Montoya quarto rimedia al weekend complesso di McLaren che con questo risultato appaia la Ferrari nel mondiale Costruttori al secondo posto, i due piloti della scuderia italiana si sono resi protagonisti di un weekend di rimonta (Massa partiva penultimo in griglia e Schumacher in quattordicesima) chiuso al quinto e al sesto posto, Villeneuve marca due punti col settimo posto finale mentre Ralf Schumacher ottiene l'ultimo piazzamento utile. Weekend negativo per Williams e Red Bull che hanno subito ritiri con entrambe le vetture, in particolare il team di Grove che non è riuscito a capitalizzare la doppia seconda fila.
Nel mondiale piloti Alonso si conferma leader con Button e Schumacher appaiati con 11 punti a testa, la vittoria permette a Fisichella di portarsi ad un solo punto di distacco da due piloti sopracitati mentre nel Costruttori la Renault incrementa il suo vantaggio, portandosi a +13 sul duo formato da Ferrari e McLaren.

### Risultati
I risultati del Gran Premio sono i seguenti:
| Pos | Nº | Pilota               | Costruttore       | Giri | Tempo/Ritiro       | Griglia | Punti |
| --- | -- | -------------------- | ----------------- | ---- | ------------------ | ------- | ----- |
| 1   | 2  | Giancarlo Fisichella | Renault           | 56   | 1h30'40"529        | 1       | 10    |
| 2   | 1  | Fernando Alonso      | Renault           | 56   | +4"585             | 7       | 8     |
| 3   | 12 | Jenson Button        | Honda             | 56   | +9"631             | 2       | 6     |
| 4   | 4  | Juan Pablo Montoya   | McLaren-Mercedes  | 56   | +39"351            | 5       | 5     |
| 5   | 6  | Felipe Massa         | Ferrari           | 56   | +43"254            | 21      | 4     |
| 6   | 5  | Michael Schumacher   | Ferrari           | 56   | +43"854            | 14      | 3     |
| 7   | 17 | Jacques Villeneuve   | BMW Sauber        | 56   | +80"461            | 10      | 2     |
| 8   | 7  | Ralf Schumacher      | Toyota            | 56   | +81"288            | 22      | 1     |
| 9   | 8  | Jarno Trulli         | Toyota            | 55   | +1 giro            | 9       |       |
| 10  | 11 | Rubens Barrichello   | Honda             | 55   | +1 giro            | 20      |       |
| 11  | 20 | Vitantonio Liuzzi    | STR-Cosworth      | 54   | +2 giri            | 13      |       |
| 12  | 19 | Christijan Albers    | MF1-Toyota        | 54   | +2 giri            | 15      |       |
| 13  | 18 | Tiago Monteiro       | MF1-Toyota        | 54   | +2 giri            | 16      |       |
| 14  | 22 | Takuma Satō          | Super Aguri-Honda | 53   | +3 giri            | 17      |       |
| Rit | 16 | Nick Heidfeld        | BMW Sauber        | 48   | Motore             | 11      |       |
| Rit | 21 | Scott Speed          | STR-Cosworth      | 41   | Frizione           | 12      |       |
| Rit | 23 | Yuji Ide             | Super Aguri-Honda | 33   | Problemi meccanici | 18      |       |
| Rit | 15 | Christian Klien      | RBR-Ferrari       | 26   | Idraulica          | 8       |       |
| Rit | 9  | Mark Webber          | Williams-Cosworth | 15   | Idraulica          | 4       |       |
| Rit | 14 | David Coulthard      | RBR-Ferrari       | 10   | Idraulica          | 19      |       |
| Rit | 10 | Nico Rosberg         | Williams-Cosworth | 6    | Motore             | 3       |       |
| Rit | 3  | Kimi Räikkönen       | McLaren-Mercedes  | 0    | Collisione         | 6       |       |

## Classifiche mondiali

### Piloti
| Pos | Pilota               | Punti |
| --- | -------------------- | ----- |
| 1   | Fernando Alonso      | 18    |
| 2   | Michael Schumacher   | 11    |
| 3   | Jenson Button        | 11    |
| 4   | Giancarlo Fisichella | 10    |
| 5   | Juan Pablo Montoya   | 9     |
| 6   | Kimi Räikkönen       | 6     |
| 7   | Felipe Massa         | 4     |
| 8   | Mark Webber          | 3     |
| 9   | Nico Rosberg         | 2     |
| 10  | Jacques Villeneuve   | 2     |
| 11  | Christian Klien      | 1     |
| 12  | Ralf Schumacher      | 1     |

### Costruttori
| Pos | Costruttore       | Punti |
| --- | ----------------- | ----- |
| 1   | Renault           | 28    |
| 2   | Ferrari           | 15    |
| 3   | McLaren-Mercedes  | 15    |
| 4   | Honda             | 11    |
| 5   | Williams-Cosworth | 5     |
| 6   | BMW Sauber        | 2     |
| 7   | RBR-Ferrari       | 1     |
| 8   | Toyota            | 1     |